# Сант-Аньезе-фуори-ле-Мура (титулярная церковь)
Титулярная церковь Сант-Аньезе-фуори-ле-Мура (лат. Titulus Sanctæ Agnetis extra mœnia) — титулярная церковь была основана Папой Иннокентием X 5 октября 1654 года бреве «Hodie in consistorio», чтобы заменить титулярную церковь Сант-Агнеса-ин-Агоне, которое он упразднил по семейным обстоятельствам. Базилика, которая записана в Liber Pontificalis среди константинских оснований и упоминается в биографиях Пап Либерия, Иннокентия I, Бонифация I и Льва III, подчинялась «titulus Vestinae» и управлялась женским монастырём. 
В 1480 году Папа Сикст IV заменил монахинь монахами Святого Амвросия «ad nemus» из Милана, которые, в свою очередь, были заменены в 1489 году Папой Иннокентием VIII латеранскими регулярными канониками, который до сих пор исполняют свои обязанности. Базилика подчинялась Латеранской патриаршей архибазилике. Начиная с эпохи Возрождения, 21 января каждого года базилика Сант-Аньезе-фуори-ле-Мура приносил в дар двух белых ягнят, выращенных отцами-траппистами аббатства Трех фонтанов и благословленных генералом-аббатом латеранских регулярных каноников на алтаре Святого, в архибазилике. В тот же день белых ягнят преподносят верховному понтифику в знак признательности за архибазилику. Священные паллии сделаны из их шерсти.
Титулярная церковь принадлежит базилике Сант-Аньезе-фуори-ле-Мура, расположенной на Номентанской дороге в 3 км к северу от Пиевых ворот стены Аврелиана. 

## Список кардиналов-священников титулярной церкви Сант-Аньезе-фуори-ле-Мура
- Баччо Альдобрандини — (5 октября 1654 — 1 апреля 1658, назначен кардиналом-священником Санти-Нерео-эд-Акиллео);
- Джироламо Фарнезе — (6 мая 1658 — 18 февраля 1668, до смерти);
- Виталиано Висконти — (18 марта 1669 — 7 сентября 1671, до смерти);
  - вакантно (1671—1672);
- Федерико Борромео младший — (8 августа 1672 — 18 февраля 1673, до смерти);
  - вакантно (1673—1690);
- Туссен де Форбен-Жансон — (10 июля 1690 — 28 сентября 1693, назначен кардиналом-священником Сан-Каллисто);
- Джамбаттиста Спинола младший — (20 февраля 1696 — 7 апреля 1698, назначен кардиналом-священником Санта-Мария-ин-Трастевере);
  - вакантно (1698—1706);
- Раннуцио Паллавичино — (25 июня 1706 — 30 июня 1712, до смерти);
  - вакантно (1712—1721);
- Джорджо Спинола — (20 января 1721 — 15 декабря 1734, назначен кардиналом-священником Санта-Мария-ин-Трастевере);
- Серафино Ченчи — (27 июня 1735 — 24 июня 1740, до смерти);
- Филиппо Мария де Монти — (23 сентября 1743 — 10 апреля 1747, назначен кардиналом-священником Санто-Стефано-аль-Монте-Челио);
- Фредерик-Жером де Ларошфуко де Руа — (15 мая 1747 — 29 апреля 1757, до смерти);
- Этьен-Рене Потье де Жевр — (2 августа 1758 — 24 июля 1774, до смерти);
  - вакантно (1774—1778);
- Луиджи Валенти Гонзага — (30 марта 1778 — 29 ноября 1790, назначен кардиналом-священником Санти-Нерео-эд-Акиллео);
  - вакантно (1790—1802);
- Джузеппе Мария Спина — (24 мая 1802 — 21 февраля 1820, назначен кардиналом-епископом Палестрины);
- Дионисио Бардахи-и-Асара — (27 сентября 1822 — 3 декабря 1826, до смерти);
- Иньяцио Назалли-Ратти — (17 сентября 1827 — 2 декабря 1831, до смерти);
  - вакантно (1831—1833);
- Филиппо Джудиче Караччоло, Orat. — (30 сентября 1833 — 29 января 1844, до смерти);
- Юг-Робер-Жан-Шарль де Латур д’Овернь-Лораге — (16 апреля 1846 — 20 июля 1851, до смерти);
- Джироламо д’Андреа — (18 марта 1852 — 28 сентября 1860, назначен кардиналом-епископом Сабины), in commendam (28 сентября 1860 — 4 мая 1868, до смерти);
- Лоренцо Барили — (24 сентября 1868 — 8 марта 1875, до смерти);
- Пьетро Джаннелли — (31 марта 1875 — 5 ноября 1881, до смерти);
- Шарль-Мартиаль-Аллеман Лавижери, M.Afr. — (3 июля 1882 — 25 ноября 1892, до смерти);
- Георг фон Копп — (19 января 1893 — 4 марта 1914, до смерти);
- Кароль Хёрниг — (28 мая 1914 — 9 февраля 1917, до смерти);
- Адольф Бертрам — (18 декабря 1919 — 6 июля 1945, до смерти);
- Сэмюэль Альфонс Стритч — (22 февраля 1946 — 27 мая 1958, до смерти);
- Карло Конфалоньери — (18 декабря 1958 — 15 марта 1972, назначен кардиналом-епископом Палестрины);
- Луи-Жан Гюйо — (5 марта 1973 — 1 августа 1988, до смерти);
- Камилло Руини — (28 июня 1991 — по настоящее время).